# O2 Academy Birmingham
O2 Academy Birmingham is een muzieklocatie in de Engelse stad Birmingham.

## Geschiedenis
Op 6 november 2008 werd aangekondigd dat O2 naamgevingsrechten voor alle AMG-locaties van Live Nation had gekocht, in een £ 22,5 miljoen sponsorovereenkomst, die tot 2013 loopt. Als gevolg hiervan werd de locatie de O2 Academy Birmingham. 

## Faciliteiten

### Arena's
De O2 Academy Birmingham heeft drie verschillende zalen.
Main roomDe hoofdruimte, kortweg de Academy genoemd, is verreweg de grootste voorstellingsruimte in het complex, met een totale capaciteit van 3.009, waarvan er 2.409 staanplaatsen mogelijk zijn. Deze ruimte heeft een eigen entree, bar, toiletten en garderobe.
Academy 2Academy 2 is een kleinere zaal die geschikt is voor een publiek van maximaal 600. In de Academy 2 zijn er alleen staanplaatsen, hoewel er een verhoogd kijkgedeelte voor gehandicapten is.
Academy 3Academy 3 is de kleinste van de drie podia, met een totale capaciteit van 250.